# Cymatura manowi
Cymatura manowi là một loài bọ cánh cứng trong họ Cerambycidae.